# Marion Ross
Marion Ross, nata Marian Ellen Ross (Watertown, 25 ottobre 1928), è un'attrice statunitense.

## Biografia
Marion Ross è universalmente conosciuta per aver interpretato il personaggio di Marion Cunningham nel longevo telefilm Happy Days dal 1974 al 1984. Lei, Henry Winkler e Tom Bosley sono gli unici attori del cast ad aver preso parte a tutti i 255 episodi della serie. Il ruolo di Marion, oltre a darle la fama, le porta molte soddisfazioni, come le due candidature al Premio Emmy come miglior attrice.
Debutta al cinema nel 1953 con il film Eternamente femmina per poi partecipare a diversi film sempre in ruoli secondari. Dello stesso anno il debutto in televisione. Prima di Happy Days interpreta ruoli in numerose serie tv come Perry Mason (1959), Missione Impossibile (1971) e Le strade di San Francisco (1976), oltre a piccoli ruoli in film come Operazione sottoveste (1959) con Cary Grant e Tony Curtis, per la regia di Blake Edwards.
Durante le riprese di Happy Days, il collega Ron Howard, all'epoca anche debuttante regista, la sceglie tra i protagonisti del film Attenti a quella pazza Rolls Royce (1977), che egli interpreta e dirige. Conclusa la serie nel 1984, la Ross continua l'attività di attrice con successo facendosi apprezzare in serie come Love Boat (1978-1987), e soprattutto Oltre il ponte, telefilm che la vede protagonista dal 1991 al 1993 nella parte di Sophie Beger. L'eccellente interpretazione le fa guadagnare altre due candidature agli Emmy.
Interpreta ruoli al cinema, facendosi apprezzare da pubblico e critica in Conflitti del cuore (1996), che le vale la candidatura al Golden Globe quale miglior attrice. Seguono titoli come Il terzo gemello (1997), Il mistero del lago (1998) e molti altri. Al cinema alterna ruoli da guest star in tv, e l'interpretazione di Sergio in Il tocco di un angelo (1998) le fa ricevere la sua quinta ed ultima candidatura agli Emmy.
Negli anni 2000 partecipa alla serie televisiva Una mamma per amica (2001-2005) interpretando il ruolo della nonna di Lorelai Gilmore e, nell'episodio 4x16, anche quello della cugina Marilyn. In seguito appare ne I Griffin (2005) e nel film I sentieri dell'anima (2006). Nel 2008 interpreta la zia Lucille nella film parodia su Spiderman, dal titolo Superhero - Il più dotato fra i supereroi, insieme a Leslie Nielsen.
Il 2010 è un anno ricco di offerte per l'attrice, recita nei telefilm Grey's Anatomy, Brothers & Sisters e in due film animati dedicati a Scooby-Doo.

## Vita privata
Dal 1951 al 1969 è stata sposata con Freeman Meskiman, da cui ha avuto due figli: Ellen Plummer e Jim Meskimen. In seguito si risposò con l'attore televisivo Paul Michael, rimanendovi legata dal 1988 al 2011, anno della morte di lui.

## Filmografia parziale

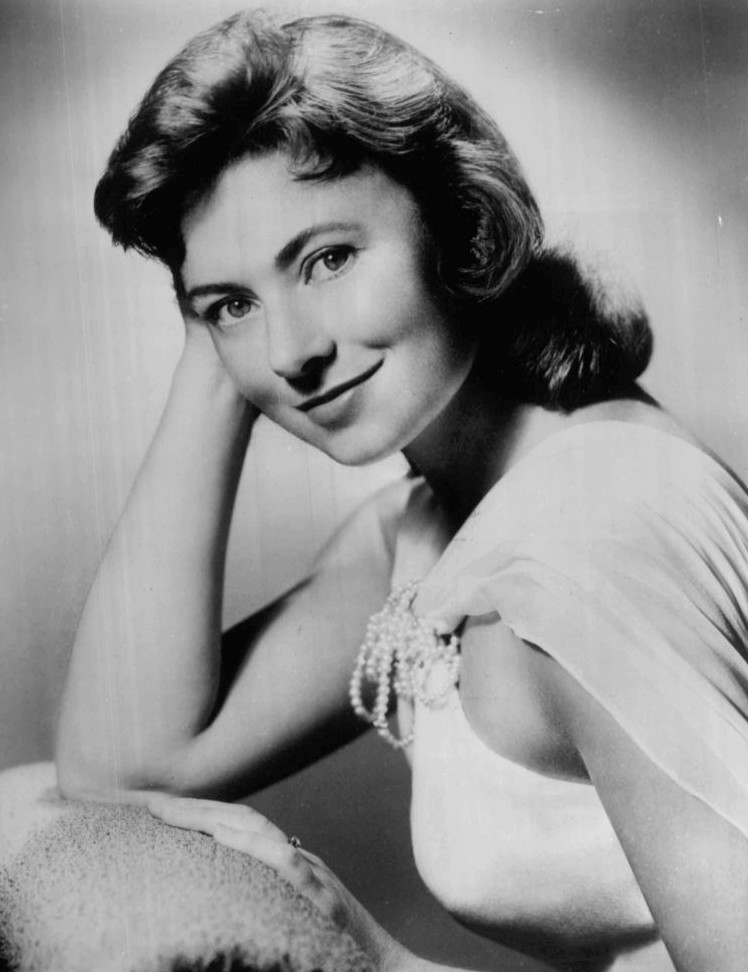
Marion Ross nella serie televisiva Mrs. G. Goes to College (1961)

### Cinema
- Eternamente femmina (Forever Female), regia di Irving Rapper (1953)
- La storia di Glenn Miller (The Glenn Miller Story), regia di Anthony Mann (1954)
- Il segreto degli Incas (Secret of the Incas), regia di Jerry Hopper (1954)
- Sabrina, regia di Billy Wilder (1954)
- Criminale di turno (Pushover), regia di Richard Quine (1954)
- Anche gli eroi piangono (The Proud and Profane), regia di George Seaton (1956)
- La felicità non si compra (The Best Things in Life Are Free), regia di Michael Curtiz (1956)
- Il giro del mondo in 80 giorni (Around the World in Eighty Days), regia di Michael Anderson (1956)
- La donna nelle tenebre (Lizzie), regia di Hugo Haas (1957)
- 10 in amore (Teacher's Pet), regia di George Seaton (1958)
- Qualcuno verrà (Some Came Running), regia di Vincente Minnelli (1958)
- Cominciò con un bacio (It Started with a Kiss), regia di George Marshall (1959)
- Operazione sottoveste (Operation Petticoat), regia di Blake Edwards (1959)
- Il grande circo (The Big Circus), regia di Joseph M. Newman (1959)
- La grande rapina di Boston (Blueprint for Robbery), regia di Jerry Hopper (1961)
- Airport, regia di George Seaton (1970)
- Attenti a quella pazza Rolls Royce (Grand Theft Auto), regia di Ron Howard (1977)
- I peccati del padre (Sins of the Father), regia di Peter Werner (1985)
- I giorni senza cielo (Hidden in Silence), regia di Richard A. Colla (1996)
- Conflitti del cuore (The Evening Star), regia di Robert Harling (1996)
- Il terzo gemello (The Third Twin), regia di Tom McLoughlin (1997)
- I sentieri dell'anima (Where There's a Will), regia di John Putch (2006)
- Superhero - Il più dotato fra i supereroi (Superhero Movie), regia di Craig Mazin (2008)
- La ragazza dei fiori (Flower Girl), regia di Bradford May (2009)
- Scooby-Doo! La maledizione del mostro del lago (Scooby-Doo! Curse of the Lake Monster), regia di Brian Levant (2010)

### Televisione
- Steve Canyon – serie TV, episodio 1x03 (1958)
- L'uomo ombra (The Thin Man) – serie TV, episodio 1x27 (1958)
- Perry Mason – serie TV, episodio 2x17 (1959)
- Gli intoccabili (The Untouchables) – serie TV, 1 episodio (1959)
- Papà ha ragione (Father Knows Best) – serie TV, episodio 6x21 (1960)
- Philip Marlowe – serie TV, episodio 1x26 (1960)
- General Electric Theater – serie TV, episodio 8x16 (1960)
- The Chevy Mystery Show – serie TV, episodio 1x04 (1960)
- Carovana (Stagecoach West) – serie TV, episodio 1x24 (1961)
- Ispettore Dante (Dante) – serie TV, episodio 1x22 (1961)
- Thriller – serie TV, episodio 1x34 (1961)
- Gli uomini della prateria (Rawhide) – serie TV, episodi 4x16-4x28 (1962)
- I detectives (The Detectives) – serie TV, episodio 3x26 (1962)
- Il dottor Kildare (Dr. Kildare) – serie TV, 1 episodio (1963)
- La grande avventura (The Great Adventure) – serie TV, episodi 1x09-1x22 (1963-1964)
- Mr. Novak – serie TV, episodio 1x29 (1964)
- Squadra speciale anticrimine (The Felony Squad) – serie TV, episodi 2x14-3x02 (1967-1968)
- Missione impossibile (Mission: Impossible) – serie TV, 1 episodio (1971)
- Hawaii squadra cinque zero (Hawaii Five-O) – serie TV, 2 episodi (1969-1971)
- Happy Days – serie TV, 255 episodi (1974-1984)
- Le strade di San Francisco (The Streets of San Francisco) – serie TV, 2 episodi (1976)
- Love Boat (The Love Boat) – serie TV, 14 episodi (1978-1987)
- Fantasilandia (Fantasy Island) – serie TV, 1 episodio (1984)
- Alfred Hitchcock presenta (Alfred Hitchcock Presents) – serie TV, episodio 2x01 (1987)
- Hotel – serie TV, 1 episodio (1985)
- MacGyver – serie TV, 1 episodio (1990)
- Oltre il ponte (Brooklyn Bridge) – serie TV, 33 episodi (1991-1993)
- Il tocco di un angelo (Touched by an Angel) – serie TV, 4 episodi (1995-2003)
- Ultime dal cielo (Early Edition) – serie TV, episodio 1x19 (1996)
- Terra promessa (Promised Land) – serie TV, 1 episodio (1996)
- That '70s Show – serie TV, 4 episodi (1998)
- Il mistero del lago (The Lake), regia di David Jackson – film TV (1998)
- In tribunale con Lynn (Family Law) – serie TV, 1 episodio (1999)
- Una mamma per amica (Gilmore Girls) – serie TV, 6 episodi (2001-2005)
- I Griffin (Family Guy) – serie TV, 1 episodio (2005)
- Manny tuttofare (Handy Manny) – serie TV, 9 episodi (2006)
- Out of Practice - Medici senza speranza (Out of Practice) – serie TV, episodio 1x13 (2006)
- Brothers & Sisters - Segreti di famiglia (Brothers & Sisters) – serie TV, 3 episodi (2007-2010)
- La complicata vita di Christine (The New Adventures of Old Christine) – serie TV, 1 episodio (2009)
- Grey's Anatomy – serie TV, episodio 6x22 (2010)
- Major Crimes – serie TV, episodio 2x09 (2013)
- Il mistero delle lettere perdute (Signed, Sealed, Delivered) – serie TV, 1 episodio (2013)
- Due uomini e mezzo (Two and a Half Man) – serie TV, episodio 11x12 (2013)
- The Middle – serie TV, episodio 4x24 (2013)
- La lista di Natale (A Perfect Christmas List), regia di Fred Olen Ray – film TV (2014)

## Riconoscimenti
- Golden Globe
  - 1997 – Candidatura alla miglior attrice non protagonista per Conflitti del cuore

- Hollywood Walk of Fame
  - 2001 – Stella

- Premio Emmy
  - 1979 – Candidatura alla miglior attrice non protagonista in una serie comica per Happy Days
  - 1984 – Candidatura alla miglior attrice non protagonista in una serie comica per Happy Days
  - 1992 – Miglior attrice protagonista in una serie comica  per Oltre il ponte
  - 1993 – Miglior attrice protagonista in una serie comica  per Oltre il ponte
  - 1999 – Miglior ospite speciale in una serie drammatica per Il tocco di un angelo

## Doppiatrici italiane
Nelle versioni in italiano delle opere in cui ha recitato, Marion Ross è stata doppiata da:
- Gabriella Genta in Happy Days (st. 1-9; 11), Brothers & Sisters - Segreti di famiglia
- Lorenza Biella in Superhero - Il più dotato fra i supereroi, The Middle
- Fiorella Betti in 10 in amore
- Micaela Giustiniani in Qualcuno verrà
- Laura Gianoli in Happy Days (st. 10)
- Isa Bellini in Conflitti del cuore
- Angiolina Quinterno ne Il tocco di un angelo
- Germana Dominici in That '70s Show
- Deddi Savagnone in Una mamma per amica (ep. 1x18, 3x10, 3x15 e 4x14)
- Alba Cardilli in Una mamma per amica (ep. 4x16 e 5x13)
- Rita Savagnone in Grey's Anatomy
- Graziella Polesinanti in Due uomini e mezzo